# Alkadiene

Struktur von Isopren

Struktur von 1,7-Octadien

Die Alkadiene, zusammengesetzt aus Alkan und Dien, bilden eine Stoffgruppe, die aus geradlinigen oder verzweigten Kohlenwasserstoffen bestehen, die an unterschiedlichen Stellen genau zwei Kohlenstoff-Kohlenstoff-Doppelbindungen enthalten. Sie enthalten keine anderen Heteroatome oder sonstige Mehrfachbindungen. Sie sind eine Untergruppe der Diene. Alkadiene haben die allgemeine Formel CnH2n–2.
Dabei unterscheidet man zwischen Dienen mit
- isolierten Doppelbindungen (z. B. im 1,7-Octadien),
- konjugierten Doppelbindungen (z. B. im 1,3-Butadien) und
- kumulierten Doppelbindungen (z. B. im Allen).